# 奇塔特偉徵
奇塔特偉徵（？—1635年），博尔济吉特氏，后金蒙古族将领，蒙古鄂尔多斯部人。
奇塔特偉徵之前居住在克鲁伦河流域，皇太极时，与弟额尔格勒珠尔、喀兰图、札克托会率所部归顺后金。隶属于蒙古正黄旗。天聪八年（1634年），皇太极派他们经略锡尔哈、锡伯图，收降察哈尔部流散部众，与岱青塔布囊斩杀七十三人，收降百余人。天聪九年（1835年），跟随贝勒多铎攻打明朝，至大凌河西，迎战明将刘应选、赵国志，因寡不敌众，力战降亡。被追赠三等梅勒章京。